# Hassan al Banna
Hasan al-Banna (1906-1949) de seu nome completo Hassan Ahmed Abdel Rahman Muhammed al-Banna,  foi um militante islâmico egípcio.  professor e fundador da Irmandade Muçulmana. Ele é o avô de Tariq Ramadan e Hani Ramadan.

## Biografia
Hassan al-Banna nasceu em 14 de outubro de 1906 em Mahmudiyya, uma cidade rural do Delta do Nilo, na província de Al-Buhaira, a noroeste do Cairo.
Seu pai, o xeque Ahmad Abd al-Rahman al-Banna al-Sa'ati, era um imã Hanbali, [6] muezim e professor, além de relojoeiro. Seu pai foi uma importante influência espiritual durante o início da vida de al-Banna. O Sheikh Ahmad era conhecido por seu trabalho como estudioso Hanbali.
Durante a sua adolescência,  ele participará , junto com alguns amigos, de uma "Sociedade para a Prevenção do Proibido", cujos membros enviavam, de forma anônima, reprimendas escritas a pessoas suspeitas de terem violado algum princípio religioso ou moral.
Além de sua exposição inicial ao puritanismo Hanbali, Hassan al-Banna  inspirou-se  no magazine mensal  de Rashid Rida, Al-Manar. Ele também foi fortemente influenciado pelo Sufismo quando jovem em Mahmudiyya. Ele freqüentava semanalmente a Hadra e era membro da ordem sufi al-Hassafiyya..
Al-Banna foi exposta pela primeira vez à política nacionalista egípcia durante a Revolução Egípcia de 1919; ele tinha treze anos na época. Em seus relatos pessoais, al-Banna identificou-se com o amplo ativismo da época. Apesar de sua pouca idade, al-Banna participou de manifestações em Damanhur, publicou panfletos políticos e fundou sociedades de reforma da juventude.
Com apenas 22 anos fundou a Irmandade Muçulmana ( Al-Ikhwan al-Muslimun ), com o objectivo de libertar a pátria islâmica do controle dos estrangeiros  e infiéis e estabelecer um estado islâmico unificado.Os princípios fundadores  da Irmandade Muçulmana insistiam num Islã como um sistema completo em si mesmo, baseado em duas principais fontes, o Alcorão e a Suna, e aplicável a todos os tempos e lugares.
De acordo com Al-Banna,  "é da natureza do Islã dominar, não ser dominado,impor sua lei a todas as nações e estender seu poder ao planeta inteiro."
Em 1935, escreveu seu texto mais curto e mais importante - "Carta a um estudante muçulmano" - em que ensina como este deveria se comportar em viagens ao exterior, prescrevendo regras rígidas, além de descrever o Ocidente como uma "região engolida pelo pecado".
Em 1939, principalmente devido à grande penetração do pensamento da Irmandade entre as camadas mais pobres, esta já possuía 50 diretórios somente no Egito, passando a atuar como grupo político organizado.
Tentando englobar os elementos mais radicais liderados por Ahmed Rifat,   Al-Banna permitiu a criação duma ala paramilitar, o "Secret Apparatus" ( Nizam al-Khass ) por volta de 1940,  de acordo com sua concepção de jihad. Já em 1938, ele próprio tinha adoptado um tom mais agressivo, afirmando que se as autoridades não implementassem os programas da Irmandade, o movimento considerava-se "em guerra com todos os líderes, todos os partidos e todas as organizações que não trabalhem para a vitória do Islão."  Até o final de 1940, o Secret Apparatus  foi responsável por uma série de atos de violência política, e havia estabelecido um alto nível de autonomia.                                           
Em 1945 detecta-se a sua mudança mais radical: o uso de violência e a prática de assassinatos políticos, a fim de derrubar a monarquia do rei rei Faruk. Na ocasião, pode-se dizer que a Irmandade já era um Estado dentro do Estado, com mais de 500000 membros efetivos e  aproximadamente o dobro de simpatizantes espalhados por 2000 diretórios, controlando escolas, hospitais, mesquitas e até fábricas.
Em seu livro A mensagem dos ensinamentos, Al-Banna define os cinco pilares do movimento:
"Alá é o nosso objetivo, o Mensageiro (Maomé) é o nosso exemplo, o Alcorão é a nossa Constituição, a jihad é o nosso método e o martírio é o nosso desejo".
Em 1948, no Egipto, a Irmandade foi posta na clandestinidade, seus bens foram confiscados e, em 1949, com apenas 43 anos, Al-Banna foi assassinado por agentes secretos a serviço do  governo egípcio, tornando-se um mártir para seus seguidores.
Considera-se a Irmandade Muçulmana de Al-Banna como o embrião das várias milícias armadas e grupos políticos islâmicos como o Hizbollah, o Hamas e Al Qaeda.